# Myśliczek mrowiskowy
Myśliczek mrowiskowy (Stenus aterrimus) – gatunek chrząszcza z rodziny kusakowatych i podrodziny myśliczków (Steninae).
Gatunek ten został opisany w 1839 roku przez Wilhelma Ferdinanda Erichsona.
Chrząszcz o ciele długości od 4 do 4,5 mm, bardzo krótko owłosionym. Przedplecze oraz jednobarwne pokrywy są punktowane delikatnie i równomiernie. Środkiem przedplecza biegnie krótka, wąska, podłużna bruzda. Początkowe tergity odwłoka pozbawione są listewek pośrodku części nasadowych. Co najmniej cztery pierwsze tergity mają boczne brzegi odgraniczone szerokimi bruzdami. Odnóża są w czarne z głównie czerwonobrunatnymi udami. Smukłe tylne stopy prawie dorównują długością goleniom.
Owad palearktyczny, w Europie rozprzestrzeniony od Beneluxu i południowej Skandynawii na północy i wschodniej Francji na zachodzie po północne Włochy i Bośnię na południu. Ponadto znany z Syberii i Uzbekistanu. Zasiedla mrowiska mrówki rudnicy, mrówki łąkowej i mrówki pniakowej, gdzie poluje na skoczogonki.